# Campeonato de Clubes de la CFU 2006
El Campeonato de Clubes de la CFU del 2006 fue la 9.ª edición del torneo de fútbol a nivel de clubes del Caribe organizado por la CFU.
Se contó con la participación de clubes de Haití, Trinidad y Tobago, Jamaica, Islas Vírgenes de Estados Unidos, Aruba, Antigua y Barbuda, Antillas Neerlandesas y Puerto Rico, que debutaba en el torneo a través del club Puerto Rico Islanders. Un club de Guyana, el Fruta Conquerors, abandonó la competición.
Trinidad y Tobago reverdeció laureles en esta ocasión, cuando sus dos clubes representantes disputaron la final. El W Connection venció al San Juan Jabloteh para ser el campeón por segunda vez en su historia (la séptima para los equipos trinitobaguenses) y hacerse así del único cupo disponible para la zona caribeña en la Copa de Campeones de la Concacaf 2007.

## Primera ronda

### Grupo A
Se jugó en Jamaica
| Club            | Pts. | J | G | E | P | GF | GC | GD |
| --------------- | ---- | - | - | - | - | -- | -- | -- |
| Harbour View FC | 9    | 3 | 3 | 0 | 0 | 8  | 0  | 8  |
| Centro Barber   | 6    | 3 | 2 | 0 | 1 | 4  | 2  | 2  |
| Positive Vibes  | 3    | 3 | 1 | 0 | 2 | 3  | 9  | -6 |
| Aigle Noir AC   | 0    | 3 | 0 | 0 | 3 | 2  | 6  | -4 |

| Local           | Resultado | Visita          |
| --------------- | --------- | --------------- |
| Centro Barber   | 2-0       | Positive Vibes  |
| Harbour View FC | 1-0       | Aigle Noir AC   |
| Aigle Noir AC   | 0-2       | Centro Barber   |
| Positive Vibes  | 0-5       | Harbour View FC |
| Positive Vibes  | 3-2       | Aigle Noir AC   |
| Harbour View FC | 2-0       | Centro Barber   |

### Grupo B
Se jugó en Jamaica
| Club          | Pts. | J | G | E | P | GF | GC | GD |
| ------------- | ---- | - | - | - | - | -- | -- | -- |
| Baltimore SC  | 6    | 2 | 2 | 0 | 0 | 6  | 0  | 6  |
| Waterhouse FC | 1    | 2 | 0 | 1 | 1 | 1  | 3  | -2 |
| UNDEBA        | 1    | 2 | 0 | 1 | 1 | 1  | 5  | -4 |

| Local         | Resultado | Visita        |
| ------------- | --------- | ------------- |
| Baltimore SC  | 2-0       | Waterhouse FC |
| UNDEBA        | 0-4       | Baltimore SC  |
| Waterhouse FC | 1-1       | UNDEBA        |

### Grupo C
Se jugó en Puerto Rico
| Club                  | Pts. | J | G | E | P | GF | GC | GD |
| --------------------- | ---- | - | - | - | - | -- | -- | -- |
| W Connection          | 6    | 2 | 2 | 0 | 0 | 6  | 0  | 6  |
| Puerto Rico Islanders | 3    | 2 | 1 | 0 | 1 | 3  | 2  | 1  |
| Hoppers FC            | 0    | 2 | 0 | 0 | 2 | 1  | 8  | -7 |
| Fruta Conquerors      | -    | - | - | - | - | -  | -  | -  |

El Fruta Conquerors abandonó el torneo.
| Local                 | Resultado | Visita                |
| --------------------- | --------- | --------------------- |
| Puerto Rico Islanders | 3-1       | Hoppers FC            |
| Hoppers FC            | 0-5       | W Connection          |
| W Connection          | 1-0       | Puerto Rico Islanders |

### Grupo D
Se jugó en las Islas Vírgenes Estadounidenses
| Club              | Pts. | J | G | E | P | GF | GC | GD  |
| ----------------- | ---- | - | - | - | - | -- | -- | --- |
| San Juan Jabloteh | 9    | 3 | 3 | 0 | 0 | 17 | 0  | 17  |
| SAP               | 6    | 3 | 2 | 0 | 1 | 10 | 6  | 4   |
| New Vibes         | 1    | 3 | 0 | 1 | 2 | 2  | 9  | -7  |
| Britannia         | 1    | 3 | 0 | 1 | 2 | 2  | 16 | -14 |

| Local             | Visita            | Resultado |
| ----------------- | ----------------- | --------- |
| San Juan Jabloteh | SAP               | 4-0       |
| New Vibes         | Britannia         | 1-1       |
| Britannia         | San Juan Jabloteh | 0-8       |
| SAP               | New Vibes         | 3-1       |
| Britannia         | SAP               | 1-7       |
| New Vibes         | San Juan Jabloteh | 0-5       |

## Semifinales
| Local             | Resultado | Visita          |
| ----------------- | --------- | --------------- |
| San Juan Jabloteh | 2-0       | Baltimore SC    |
| W Connection      | 3-2       | Harbour View FC |

## Final
| Local             | Resultado | Visita       |
| ----------------- | --------- | ------------ |
| San Juan Jabloteh | 0-1       | W Connection |

| Bandera de Trinidad y Tobago   |
| Campeón W Connection 2° título |